# Day at the Circus
Day at the Circus er en amerikansk stumfilm fra 1901 af Edwin S. Porter.